# ETtoday綜合台
ETtoday綜合台，前稱遠富綜合台，是由東森國際旗下公司遠富國際成立之電視綜合頻道，原定位為「政論節目專業頻道」，現節目以醫療健康、保險理財、旅遊美食、綜藝娛樂、生活休閒五大主軸，不播出政論節目。2017年11月1日，中華電信MOD進行所有頻道的頻位調整，遠富綜合台由92頻道調整至315頻道。2018年5月21日，遠富綜合台更名為ETtoday綜合台，頻道標誌「ETtoday」字樣與ETtoday新聞雲同式。2022年10月1日，開始陸續上架有線電視系統，並與媒體棧旗下頻道（東風衛視、JET綜合台、國興衛視）合作節目內容。

## 現今節目列表
- 佛瑞德遊記（ETtoday新聞雲網路首播）
- 吃上癮（ETtoday新聞雲網路首播）
- 不准不漂亮（ETtoday新聞雲網路首播）
- 酢漿草的超能力（ETtoday新聞雲網路首播）
- 雲端最有錢（與ETtoday新聞雲網路首播）
- 我在案發現場（ETtoday新聞雲網路首播）
- 譚兵讀武（ETtoday新聞雲網路首播）
- 聲林之王（ETtoday新聞雲網路首播）
- 命運好好玩（與JET綜合台同步播出）
- 單身行不行（東風衛視首播）
- 樂來樂好吃（東風衛視首播）
- YES!潮有型（東風衛視首播）
- 什麼道理（東風衛視首播）
- 料理美食王（東風衛視首播）
- 台灣好吃驚（國興衛視首播）
- 絕對台灣（國興衛視首播）
- 台灣人遊世界（國興衛視首播）

### 特別節目
- 2018高校畢業歌發表會（2018年8月12日播出）
- 2018九合一開票特別報導（2018年11月24日16:00-21:00播出）
- 2020總統大選雲端最前線大選特別報導(2020年1月11日16:00-23:00播出)

### 已停播節目
- 頭家來開講（民視新聞台首播）
- 新聞龍捲風（中天新聞台首播）
- 四端紅人會（移至寰宇新聞台播出）
- 秘境不思溢（亞洲旅遊台首播）
- 發現北緯30度（亞洲旅遊台首播）
- 邊疆行
- 超級新人王（ETtoday新聞雲網路首播）
- 沿海行
- 人來瘋好菜（ETtoday新聞雲網路首播）
- 星光雲RUN新聞（ETtoday新聞雲網路首播）
- 明星鍵盤手（ETtoday新聞雲網路首播）
- 脫殼吧帥哥醫生（ETtoday新聞雲網路首播）
- 遇見王瀝川
- 麵包樹上的女人
- 真相吧！花花萬物（優酷網網路首播）
- 這！就是灌籃
- 生態中國遊
- 料理之王（ETtoday新聞雲網路首播）
- 我愛發明（中國中央電視台首播）
- 人來瘋好菜+（ETtoday新聞雲網路首播）
- 關鍵時刻（東森新聞台首播）
- 寰宇全視界（寰宇新聞台首播）
- 雲端最前線（與ETtoday新聞雲網路同步播出）
- 慧眼看天下（ETtoday新聞雲網路首播)
- 發現大絲路（亞洲旅遊台首播）
- 放膽去旅行（亞洲旅遊台首播）
- 料理之王2（ETtoday新聞雲網路首播）
- 星光好選喆（ETtoday新聞雲網路首播）
- 行動法庭（ETtoday新聞雲網路首播）
- 尚恩帶你上車（ETtoday新聞雲網路首播）
- 花漾旅途（ETtoday新聞雲網路首播）
- 地產詹哥老實說（ETtoday新聞雲網路首播）
- 街訪突即隊（ETtoday新聞雲網路首播）
- 雲端好生活（與ETtoday新聞雲網路首播）
- 社畜時代（ETtoday新聞雲網路首播）
- 星光RUN RUN RUN（ETtoday新聞雲網路首播）
- 雲端大富翁（ETtoday新聞雲網路首播）
- 機智宅生活（ETtoday新聞雲網路首播）
- 史瑪特過生活（ETtoday新聞雲網路首播）
- A級戰場（ETtoday新聞雲網路首播）
- 宇宙人外信（ETtoday新聞雲網路首播）
- 有點毛毛的（ETtoday新聞雲網路首播）
- 雲端保健室（ETtoday新聞雲網路首播）
- 下一站,台灣（亞洲旅遊台首播）
- 驚奇大冒險（亞洲旅遊台首播）
- 六扇門（中國大陸戲劇節目）
- 中華醫藥（中國中央電視台首播）
- 生財有道（中國中央電視台首播）
- 勇闖中台灣（台中市政府新聞局製播）

## 合作頻道
| 公司名稱                       | 電視頻道      | 備註                                                              |
| ------------------------------ | ------------- | ----------------------------------------------------------------- |
| 媒體棧國際行銷事業股份有限公司 | 國興衛視      | 有線電視第77頻道 有線電視第78頻道                                 |
| 媒體棧國際行銷事業股份有限公司 | JET綜合台     | 有線電視第83頻道 有線電視第88頻道                                 |
| 媒體棧國際行銷事業股份有限公司 | 東風衛視      | 有線電視第37頻道                                                  |
| 遠富國際股份有限公司           | ETtoday綜合台 | 有線電視凱擘、台灣大寬頻、大新店、屏南89頻道 中華電信MOD第315頻道 |

## 外部連結
- ETtoday綜合台官網 （页面存档备份，存于）
- 315 ETtoday綜合台 - 中華電信 MOD 網站 （页面存档备份，存于）
- 台灣公司資料 （页面存档备份，存于）